# Guaridor

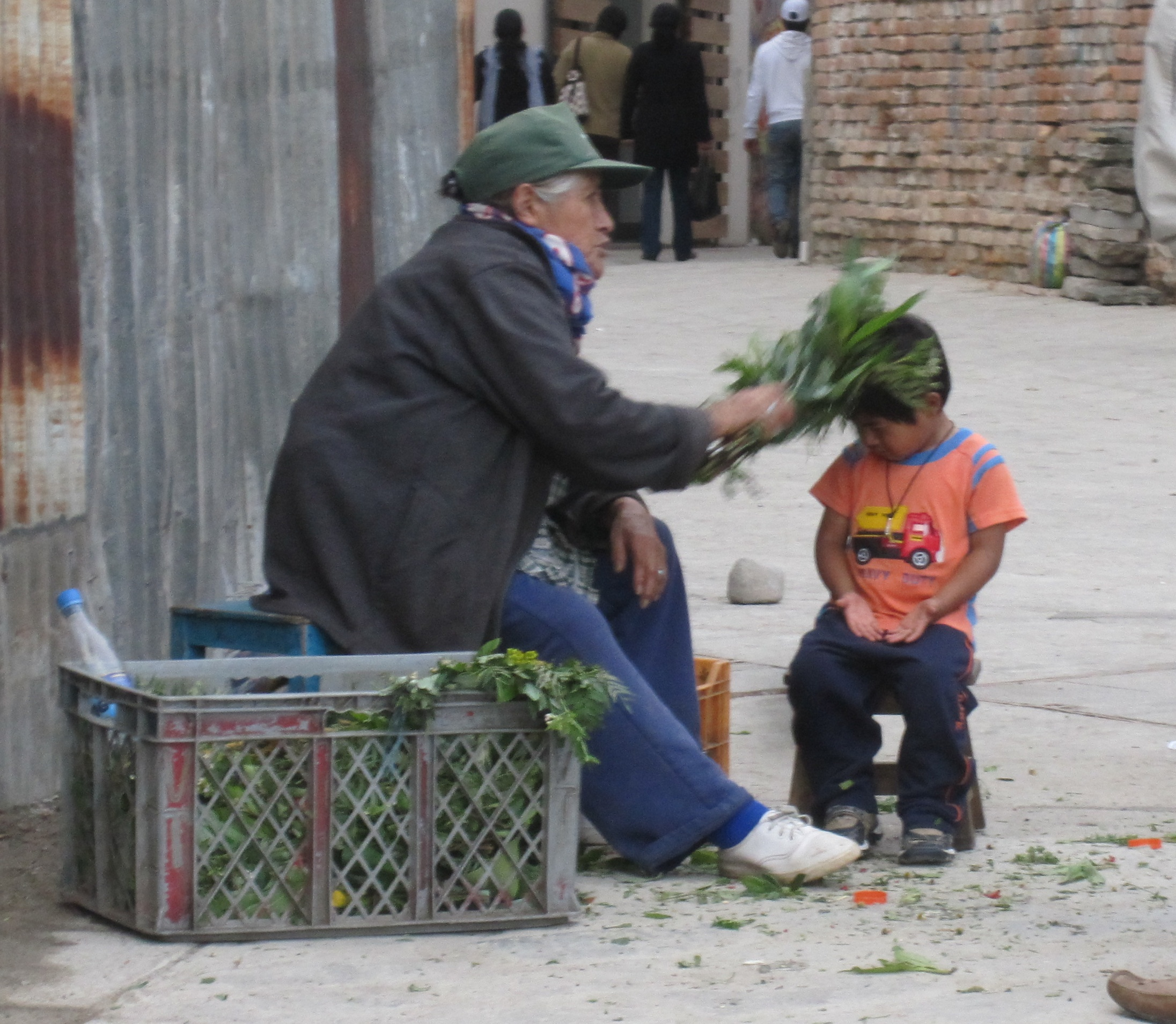
Guaridor

Un guaridor, remeier, sanador o curador és qui ajuda a algú a recuperar la seva salut.
Alguns practicants de la medicina complementària i alternativa miren d'evitar el terme per a si, reclamant que la seva labor va de la mà amb les propietats guaridores pròpies de la naturalesa del cos humà, la qual cosa anomenen vitalisme. Al·leguen, al seu torn, que altres pràctiques de sanació no afavoreixen les pròpies capacitats de autosanació del cos.

## Altres significats
En el gènere de fantasia, un guaridor o sanador és un personatge amb poders sanadors, usualment un màgic o de vegades un expert en plantes medicinals, que pot regenerar la salut dels seus companys o, dit d'una altra manera, pot guarir-los. En alguns jocs de rol clàssics, d'aquesta mena de personatges hom en diu clergue o sacerdot.